# Lesy Slovenskej republiky
LESY Slovenskej republiky, štátny podnik je státní podnik, který spravuje lesní majetek ve vlastnictví Slovenské republiky. Podnik byl založen 1. července 1999 rozhodnutím Ministerstva zemědělství a rozvoje venkova Slovenské republiky. Vznikl sloučením šesti samostatných lesních podniků působících v odlišných oblastech Slovenska i zahrnutím semenářsko-šlechtitelského podniku Liptovský Hrádok.
V roce 2009 Lesy SR hospodařily celkově s 943 272 hektary lesních pozemků. Z celkového lesního fondu SR 2 000 900 ha měly ve správě 46,95 %.

## Ochrana lesů
Vizí podniku je "udržitelný rozvoj státních lesů, který vytvoří základ pro uspokojování potřeb přírody, společnosti, ekonomiky a optimálně zhodnotí lesní oblast." Poslání Lesů SR vyjádřil podnik takto: „Svou podnikatelskou činností chceme dosahovat přiměřený zisk, ale zároveň i uspokojovat veřejně prospěšné zájmy, potřeby a ochranu přírodního prostředí s cílem udržitelného rozvoje lesa.“ Celá plocha obhospodařovaných lesů je certifikována v strategickém programu Trvalo udržovatelné obhospodařování lesů (Tuol) podle schématu PEFC. Z toho dalších 109802 ha je certifikovaných schématem FSC. V posledních letech narostla těžba oproti plánované těžbě hlavně v důsledku smrkových kalamit. Části výměry Slovenských národních parků a chráněných krajinných oblastí i menších chráněných oblastí spadají pod správu Lesů SR. Karpatské bukové pralesy patřící do Světového dědictví UNESCO také spadají pod správu Lesů SR. Stejně do zprávy patří i 133 chráněných stromů.

## Využití lesů

### Hospodářské využití
Prodej surového dřeva je hlavní činností Lesů SR. Ročně se vytěží v souladu s plánem přibližně 4 miliony m³ dřeva, v roce 2009 to bylo 4960042 m³. Za účelem zvýšení transparentnosti a dostupnosti prodeje dřeva zavedla společnost elektronické aukce dřeva (EAD), přístupné přes internet.
V lesích SR funguje třístupňová forma řízení. Prvním stupněm jsou jednotlivé lesní správy, skládající se z lesních obvodů. Lesní správy přímo řídí bezprostřední výrobu. Celkově jich je 151, lesních obvodů je 979 .Tyto jsou sdruženy do 26 odštěpných závodů plus 4 specializovaných, které jsou samostatně hospodařící jednotky. Třetí stupeň, generální ředitelství řídí odštěpné závody přímo i nepřímo (metodicky). Kromě toho mají Lesy SR ještě několik specializovaných pracovišť a účelových zařízení. Odštěpný závod Biomasa se v době hospodářské krize dostal do popředí jako strategický producent energetické štěpky. Odštěpný závod Semenoles se zabývá pěstováním a prodejem semen a sazenic lesních dřevin. V roce 2009 rozpracovaly výrobu 83,101 milionu sazenic.

### Pro veřejnost
Lesy SR provozují řadu aktivit pro veřejnost. Lesnický skanzen ve Vydrovské dolině při Čierném Balogu navštívilo v roce 2009 více než 50 tisíc návštěvníků. Součástí skanzenu je i 1.5 km dlouhá naučná stezka. Spojení s Čiernym Balogem zabezpečuje Čiernohronská železnice.
Středisko Lesnické a dřevařské muzeum ve Zvolenu je od ledna 2008 také součástí Lesů SR. Jeho celoslovenským úkolem je dokumentovat historii lesnictví a dřevařství. Věnuje se také dokumentaci ochrany přírody a společnosti ve zvolenském regionu. Lesy SR řídí i 840 tis. ha loveckých a 70 rybářských revírů. Lesy SR také nabízejí ubytování v kategoriích srub až lovecký zámek na mnoha místech Slovenska.